# ایلاریو کوزی
ایلاریو کوزی (انگلیسی: Ilario Cozzi؛ زادهٔ ۱۷ آوریل ۱۹۵۹) بازیکن فوتبال اهل ایتالیا است.
از باشگاه‌هایی که در آن بازی کرده‌است می‌توان به باشگاه فوتبال اینتر میلان، باشگاه فوتبال لیورنو، باشگاه فوتبال برشا، و باشگاه فوتبال پیزا اشاره کرد.